# Kaspar von Stieler
Kaspar von Stieler (Erfurt, 1632 — 1707) va ser un escriptor i lingüista en alemany que treballà com a secretari en diverses corts i administracions. Va escriure especialment poesia romàntica i dramàtica, relacionada amb la seva experiència militar durant la Guerra dels Trenta Anys. L'any 1617 va esdevenir membre de l'Acadèmia de la Llengua Alemanya. Va publicar Der Teutscher Sprache Stammbaum und Wortwachs, oder Teutscher Sprachschatz (‘L'arbre genealògic de la llengua alemanya i la seva evolució, o lèxic alemany’, 1691).